# Palovaaranlammi
Palovaaranlammi är en sjö i Övertorneå kommun i Norrbotten och ingår i Sangisälvens huvudavrinningsområde.